# Бэйч, Фрэнсис Эдвард
Фрэнсис Эдвард Бэйч (14 сентября 1833, Бирмингем — 24 августа 1858, там же) — британский композитор и органист.
Родился в семье унитарианского священника, учиться музыке начал с детства у органиста Джеймса Стимпсона. Затем учился игре на скрипке у Альфреда Меллона и (с 1849 года, переехав в Лондон) композиции у Стерндэйла Беннетта; затем в 1853 году отправился в Лейпциг, где учился у Морица Гауптмана и Пледика. Несмотря на раннюю смерть, оставил после себя множество произведений, из которых лучшими признавались трио для фортепьяно и струнный квартет, исполнявшиеся и через много десятилетий после смерти. Его творческое наследие представлено также двумя опереттами, концертом для фортепиано с оркестром и множеством изданных пьес для фортепиано и песен. Умер от туберкулёза, от которого страдал в последние годы жизни.
Его младший брат, Уолтер Бэйч (19 июня 1842, Бирмингем — 26 марта 1888, Лондон), был также композитором и музыкальным педагогом.